# Đường cao tốc Ngân Xuyên – Bách Sắc
Đường cao tốc Ngân Xuyên–Bách Sắc (tiếng Trung: 银川–百色高速公路), ký hiệu toàn tuyến là G69 và thường được gọi là Đường cao tốc Yinbai (tiếng Trung: 银百高速公路), là một tuyến đường cao tốc đang trong quá trình hoàn thiện tại Trung Quốc. Đây là một tuyến đường cao tốc chạy dọc theo hướng bắc-nam. Sau khi hoàn thành, tuyến sẽ kết nối thành phố Ngân Xuyên, thủ phủ của khu tự trị Ninh Hạ với trấn Long Bang ở thành phố Bách Sắc, nằm trong khu tự trị Quảng Tây, Trung Quốc. Tại khu vực biên giới, tuyến cao tốc này sẽ kết nối với đường cao tốc Tiên Yên – Lạng Sơn – Cao Bằng tại cửa khẩu Trà Lĩnh, Trùng Khánh, Cao Bằng, Việt Nam. Tuyến đường được công bố là một trong mười một tuyến đường cao tốc chính chạy theo hướng bắc-nam thuộc mạng lưới đường cao tốc của Trung Quốc vào ngày 24 tháng 5 năm 2013.